# Liste von Kunstwerken im öffentlichen Raum in Bellinzona
Dies ist eine Liste von Kunstwerken im öffentlichen Raum in Bellinzona. Sie enthält öffentlich zugängliche Objekte in Bellinzona (Kanton Tessin, Schweiz).
| Foto                      |                 | Objekt                             |     | Typ                                                   |  |                   | Teil von            | Standort                      | Künstler                                                 | Datierung    | Beschreibung                                                                             |
| ------------------------- | --------------- | ---------------------------------- | --- | ----------------------------------------------------- |  | ----------------- | ------------------- | ----------------------------- | -------------------------------------------------------- | ------------ | ---------------------------------------------------------------------------------------- |
| Fontana della Foca        | Datei hochladen | Fontana della Foca • Robbenbrunnen | KGS | Brunnen                                               |  | Brunnen           |                     | Piazza Governo ·              | Remo Rossi                                               |              |                                                                                          |
| Brunnen                   | Datei hochladen | Brunnen                            |     | Brunnen                                               |  | Brunnen           |                     | Koordinaten fehlen! Hilf mit. |                                                          |              |                                                                                          |
| Rotazioni                 | Datei hochladen | Rotazioni                          |     | Statuengruppe                                         |  |                   |                     | Koordinaten fehlen! Hilf mit. | Ivo Soldini                                              | 2004         |                                                                                          |
|                           | Datei hochladen | Grande mano                        |     | Skulptur                                              |  |                   |                     | Koordinaten fehlen! Hilf mit. | Pierino Selmoni                                          | 1984         |                                                                                          |
| Tessiner Soldatendenkmal  | Datei hochladen | Tessiner Soldatendenkmal           |     | Brunnen, Kriegsdenkmal                                |  | Denkmal · Brunnen |                     | Via Dogana ·                  | Apollonio Pessina                                        | 1920, 1948   | Erschaffen 1920 als Denkmal für den 1. Weltkrieg, versetzt und erweitert 1948            |
| Unabhängigkeitsdenkmal    | Datei hochladen | Unabhängigkeitsdenkmal             |     | Obelisk, Denkmal Granit Verzasca, Granit von Castione |  | Denkmal           | Piazza Indipendenza | Piazza Indipendenza ·         | Natale Albisetti (Bildhauer), Armand Neukomm (Architekt) | 1903         | Denkmal zur Erinnerung an den Eintritt des Kantons in die Eidgenossenschaft Grösse: 13 m |
| BW                        | Datei hochladen | Monumento a Rinaldo Simen          |     | Denkmal                                               |  | Denkmal           |                     | Piazza Rinaldo Simen ·        |                                                          |              | Denkmal für Rinaldo Simen (1849-1910)                                                    |
| Büste von Galileo Galilei | Datei hochladen | Büste von Galileo Galilei          |     |                                                       |  |                   | Casa Chicherio      | Piazza Collegiata ·           |                                                          | Ende 19. Jhd |                                                                                          |